# Barrio León
El Barrio León es uno de los cinco barrios en los que se divide el distrito de Triana, Sevilla. En 2017 contaba con una población de 3189 vecinos, siendo el menos habitado de todos los barrios de Triana. Con aproximadamente 13 hectáreas, es también el más pequeño en superficie. Su construcción se inició en 1923, hace exactamente un siglo.

## Ubicación
El Barrio León se encuentra en el oriente de Triana. Se encuentra delimitado por:
- La Avenida de Coria al norte
- La Ronda de los Tejares
- La Avenida de Alvar Núñez al este
- La Calle de Rubén Darío al sur
- En el extremo noreste, la Plaza de San Martín de Porres

Al oeste, una vez acabado el barrio, se encuentra la carretera nacional N-650, y al otro lado, el Charco la Pava. El centro neurálgico y social del Barrio León es la Plaza de Anita.

## Historia
El Barrio León debe su nombre al terrateniente José León León, antiguo propietario de la huerta donde se edificó el barrio. Tenía como nombre Huerta de La Torrecilla, debido a una torre ruinosa que tenía de un antiguo cortijo, y de ella hay constancia desde el siglo XVIII. El Barrio León comenzó a construirse en 1923.
En 1933, José León León pidió al ayuntamiento que las calles del nuevo barrio tuviesen los nombres de sus familiares y allegados, haciéndose oficial en 1943. Por ello, la Plaza de Anita es dedicada a su hija Ana León:

Plaza de Anita, nombre de una de sus hijas, religiosa del Sagrado Corazón en un convento de Soria, Ángel Solans, Dolores León, Enrique León, José León, José León Sanz, María Ortiz, Regla León y Regla Sanz, dedicándole una al Padre Maruri, sacerdote jesuita confesor familiar, y al general de brigada Carlos Martínez Romero, amigo íntimo y propulsor con él de este barrio singular
E. Jiménez Díaz, vecino del barrio (2015)

## Lugares de interés
- Hermandad del Rosario del Barrio León
- Iglesia de San Gonzalo